# كارلوس بريسيادو
كارلوس بريسيادو (بالإسبانية: Carlos Preciado) مواليد 30 مارس 1985 لاعب كرة قدم كولومبي يجيد اللعب في خط الهجوم.
احترف في البيرو وأمريكا ونادي السيلية ووقع مع نادي الشمال مطلع عام 2018.

## روابط خارجية
- كارلوس بريسيادو على موقع قاعدة بيانات كرة القدم.إي يو (الإنجليزية)
- كارلوس بريسيادو على موقع Soccerway.com (الإنجليزية)
- كارلوس بريسيادو على موقع AS.com (الإسبانية)